# Šajince
Šajince (izvirno srbsko Шајинце) je naselje v Srbiji, ki upravno spada pod Občino Trgovište; slednja pa je del Pčinjskega upravnega okraja.

## Demografija
V naselju živi 62 polnoletnih prebivalcev, pri čemer je njihova povprečna starost 37,9 let (33,9 pri moških in 42,5 pri ženskah). Naselje ima 30 gospodinjstev, pri čemer je povprečno število članov na gospodinjstvo 3,00.
To naselje je, glede na rezultate popisa iz leta 2002, večinoma srbsko, a v času zadnjih 3 popisov je opazen porast števila prebivalcev.
|  |

| Demografija | Demografija     | Demografija     |
| Leto        | Št. prebivalcev | Št. prebivalcev |
| ----------- | --------------- | --------------- |
|             |                 |                 |
|             |                 |                 |
|             |                 |                 |
|             |                 |                 |
| 1948        | 311             |                 |
| 1953        | 282             |                 |
| 1961        | 253             |                 |
| 1971        | 166             |                 |
| 1981        | 113             |                 |
| 1991        | 79              | 79              |
| 2002        | 90              | 90              |
|             |                 |                 |

| Etnična sestava po popisu iz leta 2002 | Etnična sestava po popisu iz leta 2002 | Etnična sestava po popisu iz leta 2002 | Etnična sestava po popisu iz leta 2002 | Etnična sestava po popisu iz leta 2002 |
| -------------------------------------- | -------------------------------------- | -------------------------------------- | -------------------------------------- | -------------------------------------- |
| Srbi                                   | Srbi                                   |                                        | 88                                     | 97,77%                                 |
| Makedonci                              | Makedonci                              |                                        | 1                                      | 1,11%                                  |
| Albanci                                | Albanci                                |                                        | 1                                      | 1,11%                                  |
| Neznano                                | Neznano                                |                                        | 0                                      | 0,0%                                   |